# Forward progress
Forward progress – pojęcie w futbolu amerykańskim określające zarówno miejsce najdalszego ruchu w przód jak i sam ruch w przód z piłką, w celu zdobycia pola przeciwnika.
Gdy zawodnik niosący piłkę zdobywając pole zostaje zablokowany lub szarżowany przez przeciwnika w taki sposób, że zaczyna być wypychany w przeciwnym kierunku, miejscem jego najdalszego ruchu w przód pozostaje to, do którego udało mu się dotrzeć.
Pojęcie to ma znaczenie w wyznaczaniu linii wznowienia gry.